# Podnoszenie ciężarów na Letnich Igrzyskach Olimpijskich 1980 – waga kogucia mężczyzn
Rywalizacja w wadze do 56 kg mężczyzn w podnoszeniu ciężarów na Letnich Igrzyskach Olimpijskich 1980 odbyła się 21 lipca 1980 roku w hali Pałac Sportu Izmajłowo. W rywalizacji wystartowało 21 zawodników z 17 krajów. Tytułu sprzed czterech lat nie obronił Norair Nurikjan z Bułgarii, który tym razem nie startował. Nowym mistrzem olimpijskim został Kubańczyk Daniel Núñez, srebrny medal wywalczył Jurik Sarkisjan z ZSRR, a trzecie miejsce zajął Polak Tadeusz Dembończyk.

## Wyniki
| Pozycja | Zawodnik               | Reprezentacja  | Waga  | Rwanie | Rwanie | Rwanie | Podrzut | Podrzut | Podrzut | Wynik |
| Pozycja | Zawodnik               | Reprezentacja  | Waga  | 1      | 2      | 3      | 1       | 2       | 3       | Wynik |
| ------- | ---------------------- | -------------- | ----- | ------ | ------ | ------ | ------- | ------- | ------- | ----- |
| 1. !    | Daniel Núñez           | Kuba           | 55,60 | 117,5  | 122,5  | 125,0  | 145,0   | 150,0   | 152,5   | 275,0 |
| 2. !    | Jurik Sarkisjan        | ZSRR           | 55,80 | 112,5  | 112,5  | 117,5  | 150,0   | 155,0   | 157,5   | 270,0 |
| 3. !    | Tadeusz Dembończyk     | Polska         | 55,60 | 115,0  | 120,0  | 122,5  | 140,0   | 145,0   | 145,0   | 265,0 |
| 4       | Andreas Letz           | NRD            | 55,60 | 110,0  | 115,0  | 115,0  | 145,0   | 150,0   | 152,5   | 265,0 |
| 5       | Yang Eui-yong          | Korea Północna | 55,75 | 107,5  | 112,5  | 115,0  | 145,0   | 150,0   | 150,0   | 262,5 |
| 6       | Imre Stefanovics       | Węgry          | 55,15 | 110,0  | 115,0  | 115,0  | 145,0   | 150,0   | 150,0   | 260,0 |
| 7       | Gheorghe Maftei        | Rumunia        | 55,40 | 105,0  | 110,0  | 110,0  | 142,5   | 147,5   | 147,5   | 247,5 |
| 8       | Petre Pavel            | Rumunia        | 55,40 | 105,0  | 105,0  | 105,0  | 140,0   | 145,0   | 145,0   | 245,0 |
| 9       | Choe Jong-sop          | Korea Północna | 55,70 | 100,0  | 105,0  | 110,0  | 132,5   | 137,5   | 142,5   | 242,5 |
| 10      | Joanis Sidiropulos     | Grecja         | 55,95 | 102,5  | 102,5  | 107,5  | 132,5   | 137,5   | 140,0   | 242,5 |
| 11      | Ahmed Tarbi            | Algieria       | 55,55 | 100,0  | 105,0  | 107,5  | 127,5   | 132,5   | 135,0   | 240,0 |
| 12      | Abdul Karim Gizar      | Irak           | 55,85 | 100,0  | 105,0  | 107,5  | 127,5   | 132,5   | 135,0   | 240,0 |
| 13      | Arvo Ojalehto          | Finlandia      | 55,95 | 105,0  | 105,0  | 105,0  | 132,5   | 137,5   | 137,5   | 237,5 |
| 14      | Johnny Helsing         | Szwecja        | 55,85 | 95,0   | 95,0   | 100,0  | 132,5   | 137,5   | 137,5   | 232,5 |
| 15      | Pertti Torikka         | Szwecja        | 55,70 | 100,0  | 105,0  | 105,0  | 130,0   | 135,0   | 135,0   | 230,0 |
| 16      | Lorenzo Orsini         | Australia      | 55,15 | 90,0   | 95,0   | 95,0   | 120,0   | 125,0   | 125,0   | 220,0 |
| 17      | Ali Shalabi            | Libia          | 55,95 | 85,0   | 90,0   | 95,0   | 115,0   | 120,0   | 125,0   | 215,0 |
| 18      | Ashok Kumar Karki      | Nepal          | 55,40 | 60,0   | 65,0   | 67,5   | 80,0    | 80,0    | 80,0    | 145,0 |
| -       | György Kőszegi         | Węgry          | 55,55 | 110,0  | 115,0  | 115,0  | 142,5   | 142,5   | 142,5   | DNF   |
| -       | Bruno Lebrun           | Francja        | 56,00 | 105,0  | 110,0  | 110,0  | 132,5   | 132,5   | 132,5   | DNF   |
| -       | Tamil Selwan Muniswamy | Indie          | 56,00 | 100,0  | 100,0  | 100,0  | 115,0   | 115,0   | 115,0   | DNF   |